# تو لاف-رو
تو لاف-رو، (باليابانية: とらぶる، بالروماجي: Toraburu)، هي سلسلة مانجا يابانية من كتابة ساكي هاسيمي، ورسوم كنتارو يابكي، مؤلف قصة بلاك كات، أصدرت سلسلة المانجا مجلة شويشا، شونين جمب، من 24 أبريل 2006، إلى 31 أغسطس 2009، أصدر 18 عدد في اليابان. متابعة للمانجا سميت تو لاف-رو داركنس بدأت سلسلتها في مجلة جمب سكوير من شويشا في 4 أكتوبر 2010. أصدر سي دي دراما في فبراير 2008 مع القصة الأصلية. أصدر مسلسل أنمي من 26 حلقة بواسطة استوديو زيبيك وتم بثه في فترة ما بين أبريل وسبتمبر 2008. أصدرت لعبة فيديو على جهاز نينتندو دي إس في أغسطس 2008، ولعبة أخرى على جهاز البي إس بي في أكتوبر 2008. العنوان (とらぶる)، هي دخيل إنجليزي، «ترابل» و«رابو» (ラブ) المأخوذة من الكلمة الإنجليزية "Love" أي حب، العنوان هو تلاعب لفظي بمعنى «مشكلة الحب»، الذي يوضح جانب الحريم في السلسلة.

## القصة
قصة تو لاف-رو تدور حول ريتو يوكي، طالب في المرحلة الثانوية غير قادر على إظهار مشاعره لفتاة أحلامه، هارونا سايرنجي. في يوم ما، عندما عاد إلى منزله محبطاً وذهب إلى الحمام، فجأة ظهرت فتاة غامضة، عارية من العدم. اسمها لالا وقد قدمت من كوكب ديفيلوك، الذي تكون فيه وريثة للعرش. يريد والدها منها أن تتزوج من أحد الأزواج المرشحين. لكنها قررت الزواج من ريتو من أجل البقاء على الأرض. كلف القائد زاستين بمهمة إعادتها إلى كوكبها بعد أن يقاتل ريتو. أرسل زاستين تقريرا إلى الإمبراطور بأن ريتو ملائم للزواج من لالا، بعد سماع ريتو، الذي كان في الحقيقة يدافع عن نفسه، بدلا من لالا، قال بأن الزواج مستحيل إلا من الشخص الذي يحبه. وقعت لالا في حالة حب مع ريتو وقررت أن تتزوج ريتو بعد سماع ماقاله. قرر والد لالا، إن كان قادرا على حماية لالا من خطيبيها، فإنه بإمكانه الزواج منها، أما إذا لم يكن قادرا على حماية لالا وتلبية طلبات الملك، فإنه سوف يقتل ريتو ويدمر الأرض.

## وسائل النشر

### المانغا
تو لاف-رو بدأ كسلسلة مانجا من كتابة ساكي هيسامي ورسوم كنتارو يابكي. أصدرت سلسلة المانجا في مجلة شونين جمب من إصدار شويشا فترة ما بين 24 أبريل 2006 و31 أغسطس 2008. 18 مجلد تم إصدارها في اليابان من 11 نوفمبر 2006 إلى 2 أبريل 2010. تكملة للسلسلة سميت تو لاف-رو داركنس (ToLOVEる-ダークネス-) بدأت سلسلتها من 4 أكتوبر، 2010. في مجلة جمب سكوير.

### سي دي دراما
أصدر سي دي الدراما لـتو لاف-رو في 29 فبراير، 2008. مع القصة الأصلية مع طاقم الأداء الصوتي للأنمي، مع أغاني الشخصيات.

### الأنمي
أنتج مسلسل الأنمي من القصة بواسطة استديو زيبيك وإخراج تاكاو كاتو وبث في اليابان بين 3 أبريل و25 ستبمبر، 2008، من 26 حلقة. استخدم في الأنمي المواضيع العامة من المانغا الأصلية، وفيه أحداث كثيرة مقتبسة من المانغا بدون ترتيب دقيق. أغنية بداية الأنمي هي "Forever we can make it" بأداء ثايم، أول أغنية للنهاية للحلقات الثلاث عشرة الأولى هي «اللحن المحظوظ» (باليابانية: ラッキーチューン)، بأداء أنّا، وأغنية النهاية الثانية هي "kiss の行方" بأداء أنّا أيضاً. ثلاثة حلقات أوفا بيعت بدءا من 3 أبريل 2009 مع نسخ طلبت مسبقا لمجلدات المانغا الثلاث عشرة واستكملت أثناء المجلدين الرابع عشر والخامس عشر. أصدرت ثلاث حلقات أوفا إضافية مع الإصدار المجمع للمجلدات: السادس عشر، السابع عشر والثامن عشر. بث موسم ثاني للأنمي بعنوان Motto To Love-Ru في أكتوبر 2010.

### ألعاب الفيديو
أصدرت لعبتان من ألعاب الفيديو لهذه القصة. الأولى هي رواية مرئية ثنائية وثلاثية الأبعاد على جهاز نينتندو دي إس بعنوان تو لاف-رو: مدرسة في الهواء الطلق النسخة المثيرة (باليابانية: (To LOVEる-とらぶる- ワクワク! 林間学校編، بالروماجي: To Love-Ru -Trouble- Waku Waku! Rinkangakkō-hen) التي أصدرت في 28 أغسطس 2008. اللعبة الثانية هي لعبة مغامرات ثنائية الأبعاد على جهاز البي إس بي بعنوان تو لاف-رو: شاطئ المدرسة النسخة المثيرة (باليابانية: To LOVEる-とらぶる- ドキドキ! 臨海学校編، بالروماجي:  To Love-Ru -Trouble- Doki Doki! Rinkaigakkō-hen) التي أصدرت في 2 أكتوبر 2008.

## استقبال القراء
كان العدد السابع عشر من المانغا أفضل عدد مبيعا في أول أسبوع لإصداره في اليابان.

## وصلات خارجية
- تو لاف-رو على موقع ANN manga (الإنجليزية)
- موقع المانجا الرسمي نسخة محفوظة 25 مايو 2008 على موقع واي باك مشين. (باليابانية)
- موقع الأنمي الرسمي نسخة محفوظة 25 مايو 2008 على موقع واي باك مشين. (باليابانية)
- موقع زيبيك للأنمي (باليابانية)
- موقع تي بي إس للأنمي (باليابانية)
- موقع ألعاب الفيديو الرسمي (باليابانية)